# GP Ouest France-Plouay 2012 (mannen)
De GP Ouest France-Plouay is een Franse eendagswedstrijd die opgenomen is in de UCI World Tour. De wedstrijd in 2012 werd verreden op 26 augustus.
In 2011 wist de uit Slovenië afkomstige Grega Bole de koers op zijn naam te schrijven. In 2012 bleef de uit Noorwegen afkomstige Edvald Boasson Hagen het sprintende peloton een paar tellen voor.

## Deelnemende ploegen
| 18 UCI World Tour-ploegen | 18 UCI World Tour-ploegen | 18 UCI World Tour-ploegen | 6 wildcards                 |
| ------------------------- | ------------------------- | ------------------------- | --------------------------- |
| AG2R-La Mondiale          | Lampre-ISD                | Sky ProCycling            | Argos-Shimano               |
| Astana Pro Team           | Liquigas-Cannondale       | Team Garmin-Sharp         | Bretagne-Schuller           |
| BMC Racing Team           | Lotto-Belisol             | Team Katjoesja            | Cofidis, le crédit en ligne |
| Euskaltel-Euskadi         | Omega Pharma-Quick Step   | Team Movistar             | Europcar                    |
| FDJ-BigMat                | Rabobank                  | Saxo Bank-Tinkoff Bank    | Farnese Vini–Selle Italia   |
| Orica-GreenEdge           | RadioShack-Nissan-Trek    | Vacansoleil-DCM           | Saur-Sojasun                |

## Uitslag
| GP Ouest France-Plouay 2012 |                      |                        |          |
| Plaats                      | Naam                 | Ploeg                  | Tijd     |
| Winnaar                     | Edvald Boasson Hagen | Sky ProCycling         | 5u55'28" |
| 2                           | Rui Costa            | Team Movistar          | + 5"     |
| 3                           | Heinrich Haussler    | Garmin-Sharp-Barracuda | z.t.     |
| 4                           | Matthew Goss         | Orica-GreenEdge        | z.t.     |
| 5                           | Jürgen Roelandts     | Lotto-Belisol          | z.t.     |
| 6                           | Marco Marcato        | Vacansoleil-DCM        | z.t.     |
| 7                           | Giacomo Nizzolo      | RadioShack-Nissan-Trek | z.t.     |
| 8                           | Borut Božič          | Astana                 | z.t.     |
| 9                           | Samuel Dumoulin      | Cofidis                | z.t.     |
| 10                          | Luca Paolini         | Katjoesja              | z.t.     |
|                             |                      |                        |          |
| 13                          | Ramon Sinkeldam      | Argos-Shimano          | z.t.     |

Bretagne Classic: 1931 · 1932 · 1933 · 1934 · 1935 · 1936 · 1937 · 1938 · 1939 - 1944 · 1945 · 1946 · 1947 · 1948 · 1949 · 1950 · 1951 · 1952 · 1953 · 1954 · 1955 · 1956 · 1957 · 1958 · 1959 · 1960 · 1961 · 1962 · 1963 · 1964 · 1965 · 1966 · 1967 · 1968 · 1969 · 1970 · 1971 · 1972 · 1973 · 1974 · 1975 · 1976 · 1977 · 1978 · 1979 · 1980 · 1981 · 1982 · 1983 · 1984 · 1985 · 1986 · 1987 · 1988 · 1989 · 1990 · 1991 · 1992 · 1993 · 1994 · 1995 · 1996 · 1997 · 1998 · 1999 · 2000 · 2001 · 2002 · 2003 · 2004 · 2005 · 2006 · 2007 · 2008 · 2009 · 2010 · 2011 · 2012 · 2013 · 2014 · 2015 · 2016 · 2017 · 2018 · 2019 · 2020 · 2021 · 2022 · 2023 · 2024
Classic Lorient Agglomération: 1999 · 2000 · 2001 · 2002 · 2003 · 2004 · 2005 · 2006 · 2007 · 2008 · 2009 · 2010 · 2011 · 2012 · 2013 · 2014 · 2015 · 2016 · 2017 · 2018 · 2019 · 2020 · 2021 · 2022 · 2023 · 2024
 Tour Down Under · 
 Parijs-Nice · 
 Tirreno-Adriatico · 
 Milaan-San Remo · 
 Ronde van Catalonië · 
 E3 Harelbeke · 
 Gent-Wevelgem · 
 Ronde van Vlaanderen · 
 Ronde van het Baskenland · 
 Parijs-Roubaix · 
 Amstel Gold Race · 
 Waalse Pijl · 
 Luik-Bastenaken-Luik · 
 Ronde van Romandië · 
 Ronde van Italië · 
 Critérium du Dauphiné · 
 Ronde van Zwitserland · 
 Ronde van Frankrijk · 
 Ronde van Polen · 
  Eneco Tour · 
 Clásica San Sebastián · 
 Ronde van Spanje · 
 Vattenfall Cyclassics · 
 GP Ouest France-Plouay · 
 Grote Prijs van Quebec · 
 Grote Prijs van Montreal · 
 UCI Ploegentijdrit · 
 Ronde van Lombardije · 
 Ronde van Peking